# Brezik (Nova Bukovica)
Brezik is een plaats in de gemeente Nova Bukovica in de Kroatische provincie Virovitica-Podravina. De plaats telt 196 inwoners (2001).